# Rap braucht immer noch kein Abitur
Rap braucht immer noch kein Abitur – czwarta płyta Bass Sultan Hengzt wydana w Amstaff Muzx/Ersguterjunge w 2005 roku.
1. Intro – Fickt euch
2. Battle dies und das (feat. King Orgasmus One)
3. Rapstudent
4. Du bist Freund, ich bin Feind
5. Halt deine Fresse
6. Riesengeil (Bass Sultan Hengzt pres. Frederik Pt. 2)
7. Du tanzt Storys
8. Homey
9. Großstadtdschungel (feat. Bushido)
10. Eigene Regeln (feat. Automatikk)
11. Skit
12. Cazino
13. Ich liebe dich (feat. She-Raw)
14. Abschluss
15. Outro (Sexy)